# Jalen Redmond
Jalen Redmond (Midwest City, 12 marzo 1999) è un giocatore di football americano statunitense che milita nel ruolo di defensive end per i Minnesota Vikings della National Football League (NFL).

## Carriera

### Carolina Panthers
Al college Redmond giocò a football a Oklahoma. Dopo non essere stato scelto nel Draft NFL 2023, il 29 aprile firmò con i Carolina Panthers. Fu svincolato l’8 agosto 2023.

### Arlington Renegades
L’11 dicembre 2023 Redmond firmò con gli Arlington Renegades della XFL. Il suo contratto terminò il 17 giugno 2024 per permettergli di firmare con una squadra della NFL.

### Minnesota Vikings
Il 18 giugno 2024 Redmond firmò con i Minnesota Vikings. Alla fine della pre-stagione fu uno dei due soli giocatori della sua vecchia lega (assieme a Jake Bates dei Detroit Lions) a riuscire a entrare nel roster attivo per l’inizio della stagione regolare 2024. Fu svincolato l’11 ottobre ma tre giorni dopo rifirmò con la squadra di allenamento.